# Феодосий (Рождественский)
Епископ Феодосий (в миру Феофан Семенович Рождественский; 1821 — 23 января 1895, Москва) — епископ Русской православной церкви, епископ Владикавказский и Моздокский.

## Биография
Родился в 1821 году в семье причётника села Мяснова Серпуховского уезда (ныне посёлок поселок Михнево Ступинского района Московской области).
Получил образование в Московской духовной семинарии, в которой окончил курс студентом в 1842 году и вскоре был назначен преподавателем в Перервинское духовное училище.
Через пять лет он принял монашество, возведён в сан иеродиакона, затем через два года был посвящён в иеромонахи и назначен смотрителем Перервинского училища.
Эту должность он занимал недолго, так как в 1853 году был переведён смотрителем в Заиконоспасское духовное училище, где оставался до 1859 года, когда последовало назначение его синодальным ризничим.
В 1863 году почивший был возведён в сан архимандрита. Спустя четыре года он был назначен настоятелем Покровского монастыря и членом Московской духовной консистории.
В 1871 году архимандрит Феодосий был переведён настоятелем в Соловецкий ставропигиальный монастырь, где оставался в течение семи лет.
8 июня 1878 года переведён на должность настоятеля Авраамиева Богоявленского монастыря в Ростове.
Отсюда переведен на настоятельное место в Афанасьевский монастырь в Ярославле, с назначением членом местной духовной консистории.
16 февраля 1886 года хиротонисан во епископа Михайловского, викария Рязанской епархии.
В 1892 году получил самостоятельную епископскую кафедру во Владикавказе.
12 июня 1893 года, по прошению, был переведён в Москву управляющим Заиконоспасским монастырём с назначением членом Московской синодальной конторы.
Скончался 23 января 1895 года после продолжительной болезни. Погребён в Москве.